# Marc Raymond

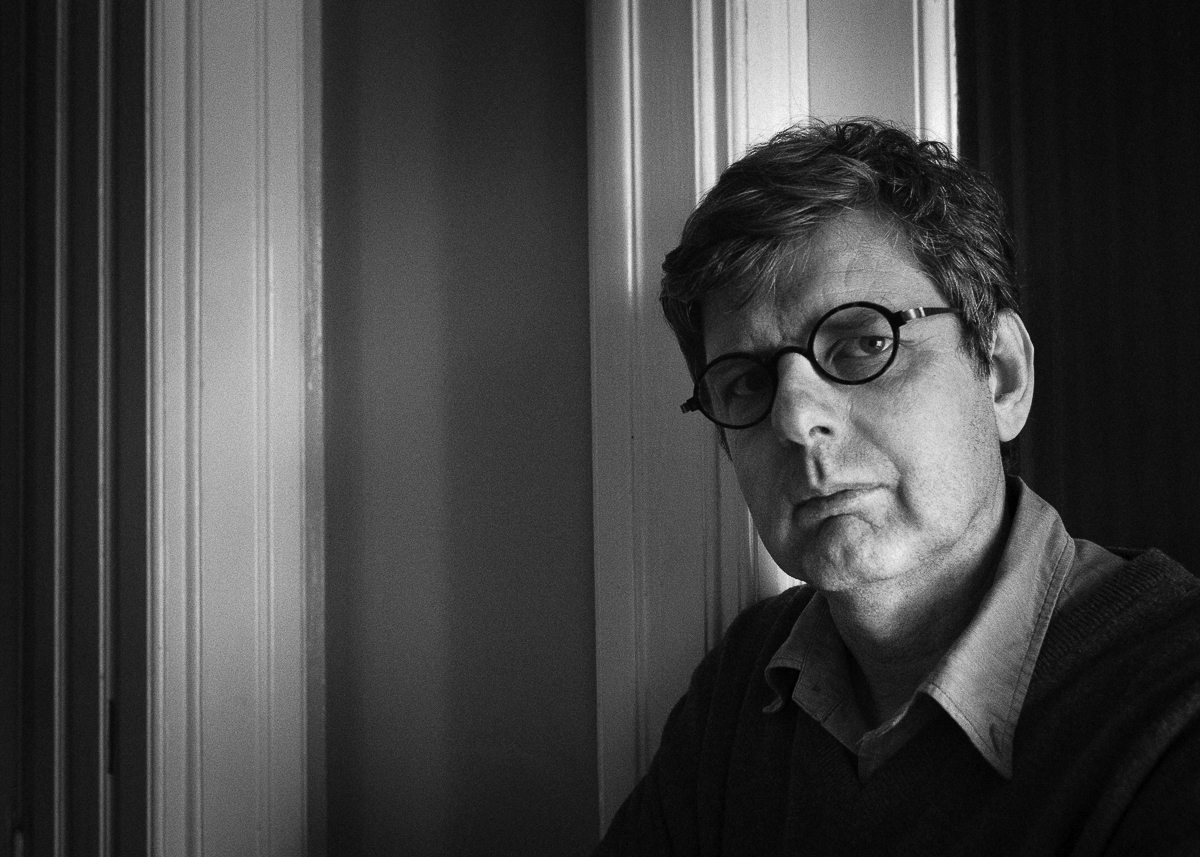
Marc Raymond (2018)

Marc Raymond (geboren am 8. November 1968 in Martigny) ist ein Schweizer Bildhauer.
Er verwendet eine traditionelle Technik des Zusammenfügens von Holz, um abstrakte Skulpturen zu schaffen. Seine Werke aus Holz und bemaltem Sperrholz sowie seine Arbeiten auf Papier wurden in Galerien und Kulturzentren in der Schweiz, in Kanada, Frankreich, Deutschland, Portugal und Griechenland in Einzel- und Gruppenausstellungen gezeigt.
Marc Raymond lebt und arbeitet in Lissabon.

## Leben und Werk
Marc Raymond wurde am 8. November 1968 in Martigny im Schweizer Kanton Wallis geboren. Er wuchs in Saillon im selben Kanton auf. Nach seiner Schulzeit absolvierte er eine Ausbildung zum Schreiner und studierte anschliessend an der Schule für Holzbildhauerei im Brienz. Nach Erhalt seines Bildhauerdiploms im Jahr 1996 eröffnete Marc Raymond seine eigene Werkstatt in Saillon. Er arbeitet hauptsächlich mit Holz, aber auch mit Stein, Bronze und Beton. Zu Beginn seiner Karriere waren seine Skulpturen figurativ, wurden aber im Laufe der Zeit mehr massiv und abstrakt.
Er reiste 1991 für sechs Monate in die USA und war von 1999 bis 2000 ein Jahr lang in China.
2001 erhielt der Künstler mit der Skulptur Homme à la grande main den 3. Preis der Jury beim Internationalen Bildhauersymposium in Morges, Schweiz.
Er erhielt im Jahr 2002 von der Gemeinde Saillon einen Auftrag zur Errichtung eines öffentlichen Bauwerks, La Ronde, am Kreisverkehr von Virottes. Dieses Werk besteht aus sieben 2 m großen figurativen Skulpturen und würdigt die Vielfalt und Offenheit der Bewohner des Dorfes Saillon.
Im selben Jahr gewann Raymond den ersten Preis mit dem Auftrag, eine Skulptur aus Collonges-Marmor für das Schulzentrum Saillon zu schaffen. Diese Skulptur, die eine Gruppe von Kindern darstellt, deutet durch ihre Formen und das roh belassene Material die Entwicklung der Arbeit des Künstlers hin zur abstrakten Skulptur an.

Im Jahr 2004 stellte er in der Galerie Grande-Fontaine in Sion, Schweiz, rohe menschliche Figuren aus, die mit einer Axt oder Kettensäge aus Holz geschnitzt wurden, sowie eine Reihe von Betonskulpturen. Im Jahr 2005, als Raymond in Madrid lebte und arbeitete, gab er das figürliche Arbeiten auf und widmete sich ganz der abstrakten Kunst. Er entwickelte eine neue Technik, indem er seine Skulpturen aus Holzbaugruppen konstruiert, anstatt sie durch Wegnehmen von Material zu formen.

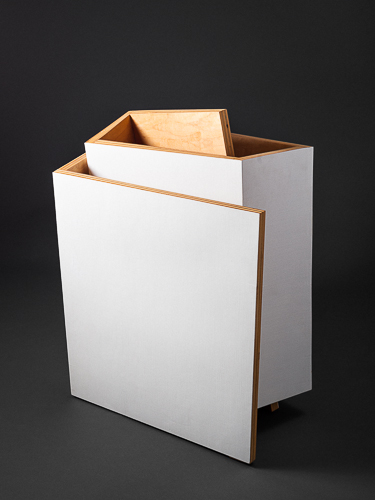
Interfaces n.1, bemaltes Sperrholz, 60 cm, 2008

Die Découpages-Serie, eine Zusammenstellung von Papieroberflächen ohne Farbe oder Kleber, entstand 2007. Diese zweidimensionalen Ausschnitte führten zur Entstehung der Interfaces-Skulpturenserie von 2008 bis 2010. Diese Skulpturen bestehen aus zusammengesetztem Konstruktionssperrholz und sind einfarbig bemalt. Die Kohärenz der Werke liegt im Spiel mit Gleichgewicht, Ungleichgewicht und inneren Spannungen. Die Skulpturen werden auf dem Boden, auf Sockeln oder geneigt an den Wänden platziert. Sie wurden im Rahmen mehrerer Einzelausstellungen in Kanada ausgestellt – insbesondere 2008 im Centre des Art Léo-Ayotte in Shawinigan, Québec, 2009 in der Art School Gallery in Ottawa, 2010 im Kunstzentrum in Mont-Laurier, Québec, 2011 in der Maison des Arts et de la Culture in Brompton, Québec, sowie 2014 in der Athens Art Gallery in Athen, Griechenland, mit einem Text des Schweizer Kurators Benoît Antille.

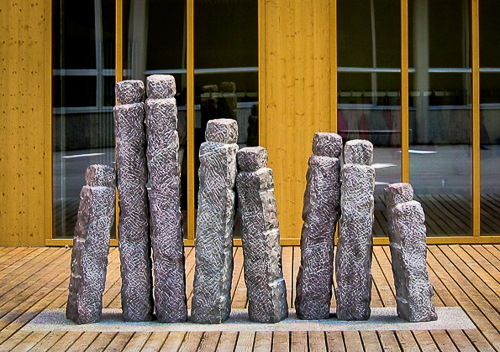
Assemblée, Collonges-Marmor, 1,60 m, Schulzentrum Saillon, 2003

2013 schuf der Künstler mit Rouge n.1 die erste Skulptur der Bout à bout-Serie. Sie wurde im Garten der Residenz des Schweizer Botschafters in Athen und 2014 in der Athens Art Gallery ausgestellt. Diese Serie besteht aus aneinandergereihtem rohem Konstruktionsholz und wurde in den folgenden Jahren fortgesetzt. Der Künstler stellte 2017 erneut in der Galerie Grande-Fontaine in der Schweiz aus. Aus Tannen- und Lärchenbrettern hergestellt, den in der Schweiz üblichen Baumaterialien, wurden seine Skulpturen immer massiver. Das Rohmaterial und die Assemblagen sind zu sehen, während bestimmte Teile der Skulptur in leuchtenden Farben bemalt sind.
2019 fand seine Einzelausstellung Éloge à la Main in der Athens Art Gallery in Griechenland statt, mit einem Text der Kuratorin und Kunstkritikerin Maria Xypolopoulou für den Katalog. Neben seinen immer mehr zur Einfachheit tendierenden Skulpturen zeigt er die Fortsetzung der Bout à Bout-Serie mit den Skulpturen Construction 1, 2, 3 sowie 20 Ausschnitten auf Papier, die einen Satz von 2,20 × 2,20 m bilden.

## Kunstwerke
Marc Raymonds Werke sind abstrakt. Sie zeichnen sich durch eine Sparsamkeit der Mittel aus, sowohl bei den verwendeten Materialien als auch bei den häufig verwendeten monochromen Farben. Seine bevorzugten Materialien sind Konstruktionsholz, Sperrholz und Papier, gewöhnliche Materialien, die es ihm ermöglichen, ausgezogen Skulpturen und Collagen zu konstruieren. Durch diese Konstruktionen lassen sich Strenge, Spannungen, Energien und Ungleichgewichte im Zusammenhang des Ganzen erkennen. Wir spüren dort eine Innerlichkeit und eine Forschung, die das Innenleben und die Suche des Künstlers hervorhebt, die in seinen Werken zum Ausdruck kommt. Der Künstler arbeitet in Serien, er schafft sie spontan, intuitiv und introspektiv. Marc Raymond steht in der Linie der Künstler der Konkreten Kunst, bei ihm wird das Material respektiert und so gesehen, wie es ist, die sichtbaren Assemblagen sind integraler Bestandteil des Werkes.

## Persönliche Ausstellungen

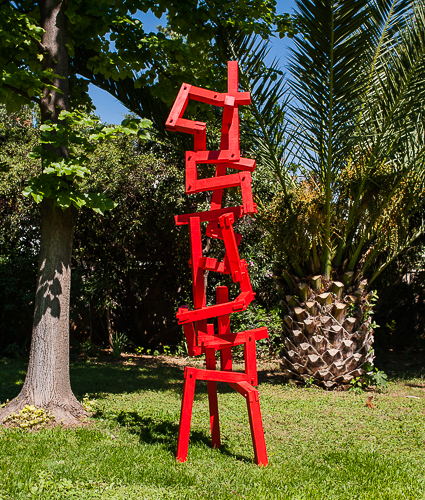
Rouge n.1, aus der Bout à bout-Serie, bemaltes Holz, 2,80 m, 2013

- 2019: Èloge à la main. Athens Art Gallery, Text von Maria Xypolopoulou, Athen, Griechenland[14][21]
- 2017: Galerie Grande Fontaine, mit Martine Rouiller, Sion, Schweiz[18][20]
- 2014: Athens Art Gallery, Text von Benoît Antille, Athen, Griechenland[14][17]
- 2013: Residenz des Schweizer Botschafters, Athen, Griechenland[3]
- 2011: Maison des Arts et de la Culture, Brompton, Québec, Kanada[15][16]
- 2010: Interfaces, Kuntzzentrum, Mont-Laurier, Québec, Kanada[3]
- 2009: Interfaces, Ottawa Art School Gallery, Ottawa, Ontario, Kanada[13]
- 2009: Cube Gallery, mit Mary Wong, Ottawa, Ontario, Kanada[5]
- 2009: Residenz des Schweizer Botschafters, Ottawa, Ontario, Kanada[5]
- 2008: Alliance Française Gallery, mit Ingo Hessel, Ottawa, Kanada[3]
- 2008: Constructions, Atrium Gallery, Ottawa, Ontario, Kanada[3]
- 2008: Kunstzentrum Léo-Ayotte, Shawinigan, Québec, Kanada[3]
- 2005: Château de Venthône Galerie, mit Isabelle Fontannaz, Schweiz[8]
- 2004: Grande Fontaine Galerie, mit Gilles Scherlé, Sion, Schweiz[7]
- 1999: Treille Galerie, mit Paula Gaillard, Sion, Schweiz[3]

## Hauptgruppenausstellungen
- 2024: Ausstellung IN&OUT, Espace Sohome, Lissabon, Portugal[3]
- 2023: 50 JAHRE VISARTE VALAIS, Manoir de Martigny, Martigny, Schweiz[22][23]
- 2018: Artothek Kanton Wallis, Sion, Schweiz[24][25]
- 2017: Sommerausstellung, Athens Art Gallery, Athen, Griechenland[3]

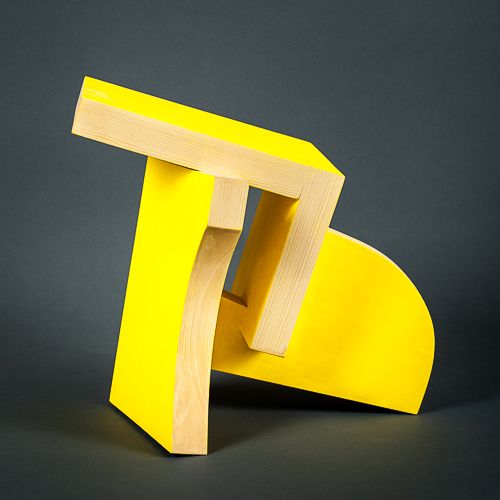
Jaune n.2, bemaltes Holz, 2019

- Jaune n.2, bemaltes Holz, 20192014: Art Athina, mit Athens Art Gallery, Athen, Griechenland[5]
- 2013 : 40 Jahre Visarte Valais, Manoir de la ville de Martigny, Schweiz[26]
- 2001: Huit Artistes, La Grange à Vannay Galerie, Monthey, Schweiz[27]

## Ehrungen
- 2016: Preis der Akademie von Athen für das Buch National Garden von Nikolaos Tambakis und Elissabet Bargianni, Fotografien von Marc Raymond, Griechenland[5][2]
- 2009: Mitglied von VISARTE, Gesellschaft professioneller bildender Künstler, Schweiz[3][2][1]
- 2002: 1. Preis für das Skulpturenprojekt für das Schulzentrum, fertiggestellt 2003, Saillon, Schweiz[12][2]
- 2001: 3. Preis der Jury, Internationales Skulpturensymposium, Morges, Schweiz[2]
- 1998: 1. Preis, Art Sierre, Sierre, Schweiz[28][2]

## Bibliographie
- Nikolaos Tambakis und Elissabet Bargianni: Jardin National. Amis du Jardin National, Athen, Griechenland 2016, ISBN 978-6-18825730-6, S. 444 (griechisch, politeianet.gr).
- Jacques Cordonier, Mads Olesen, Heinrich Gartentor, Anne Jean-Richard Largey, Véronique Ribordy, Josette Taramarcaz, Floriane Tissières: Katalog 40 Jahre Visarte Valais. Art Ray Éditions, Martigny, Martigny, Schweiz 2013 (französisch, manoir-martigny.ch).
- Eve Lemonidou: International Contemporary Artist. First Edition, New York 2010, ISBN 978-960-93-2298-0, S. 272 (englisch, amazon.com).